# Stassfurt
Staßfurt (Stassfurt) (pronunciació alemanya: [ˈʃtasfʊʁt]) és una població d'Alemanya dins el districte de Salzland, a Saxònia-Anhalt. Està ubicada a les dues ribes del riu Bode. El 2005 tenia 23.538 habitants.
Va ser un dels principals llocs de producció de sal (clorur de sodi) a Alemanya a partir de les fonts salades que conté.

## Jaciments de potassi a Staßfurt
El jaciment de potassa de Staßfurt, part de la mateixa seqüència d'evaporita que les mines de sal comuna, és notable històricament per se la primera explotació a gran escala de la potassa destinada a ser utilitzada com a fertilitzant, va començar l'any 1861.

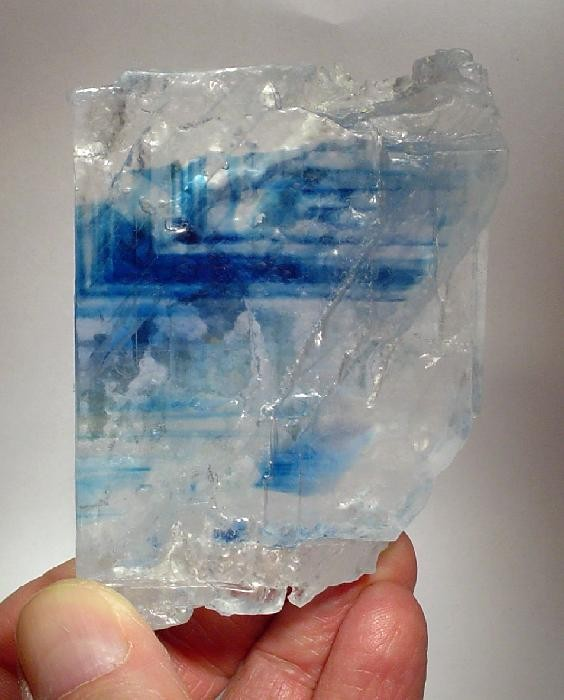
Cristall d'Halita provinent de Stassfurt.

## Residents notables

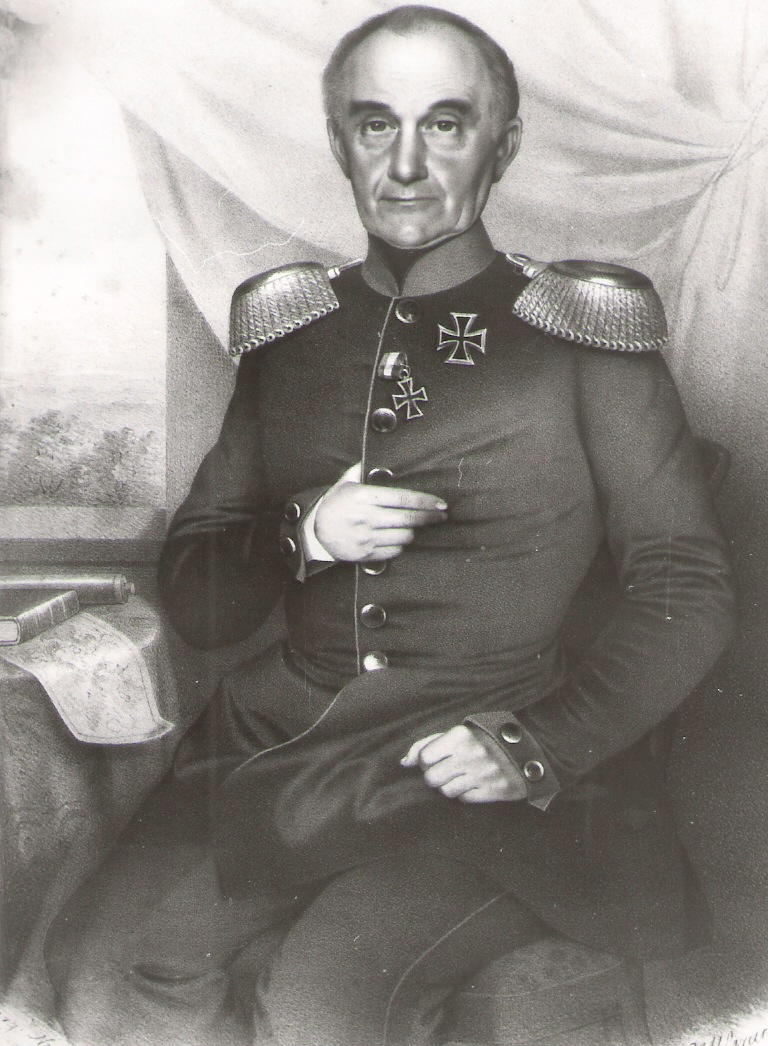
Wilhelm von Willisen el 1847

- Karl Wilhelm von Willisen (1790–1879), general prussià
- Hermann Volrath Hilprecht (nascut el 1859 al districte de Hohenerxleben), arqueòleg
- Wilhelm Steinkopf (1879–1949), Químic alemany
- Lutz Graf Schwerin von Krosigk (1887–1977), Ministre de finances des de 1932 a 1945 i canceller el maig de 1945
- Andreas Wecker (1970-), gimnasta alemany
- Eberhard Köllner (1939-), cosmonauta
- Waltraud Dietsch, nascut a Birnbaum, Alemanya (1950-), atleta